# イン・エクストレモ
イン・エクストレモ（In Extremo）は、1995年にドイツ・ベルリンで結成された6人組の中世ロック（Mittelalter-Rock）・フォークメタルバンド。バンド名はラテン語で、日本語に訳せば「最終的には」「結局のところ」といった意味になる。

## 概要
バグパイプを主とした伝統楽器が奏でる中世風の旋律と、オーソドックスなハードロック・メタルが融合した武骨なサウンドが特徴である。演奏に用いられる楽器は曲によって異なり、バグパイプのほかにショーム、ハープ、ハーディガーディ、ニッケルハルパ、シターン等も用いられる。楽曲は、自作の曲の他に民謡や古典のメタルカバーも行っており、民謡では北欧や西欧を中心に各地に伝わる楽曲、古典ではカルミナ・ブラーナ、聖母マリアのカンティガ集、モンセラートの朱い本、フランソワ・ヴィヨン、ゲーテ、ルートヴィヒ・ウーラント等の詩、そしてメルゼブルクの呪文といった作者不明の呪文等も取り上げている。カバー曲は原語のままで歌われることも多く、楽曲にはラテン語・古高ドイツ語・中高ドイツ語・フランス語・オック語・ガリシア語・ノルウェー語・スウェーデン語・アイスランド語・ヘブライ語・ウェールズ語・エストニア語・ロシア語といった多種多様な言語が登場する。

## 略歴
もともとはアコースティックなバンドで、大道芸人として伝統音楽を演奏していたが、次第にギターやドラム等のロックの楽器を加えた楽曲を制作するようになり、1998年の『Weckt die Toten!』発表以降は、伝統音楽＋ロックバンドの現在のスタイルに定着した。2003年の『7』以降に発表したアルバムはドイツのアルバムチャートで常に上位に入るようになり、ドイツ国内では一定の人気を確立している。現在では人気はドイツ本土、周辺の西欧諸国に加えて、中南米、ロシア等にも広がっている。アジアでは2009年に中国・瀋陽にてドイツと中国の交流イベント（徳中同行、Deutschland und China – Gemeinsam in Bewegung）で演奏を行ったほか、2019年にはフィドラーズ・グリーンとのダブルヘッダーで初来日を果たし、日本ツアーを行った。一部メンバーの交代を経ながらも長らく7人体制で活動を行ってきたが、2021年のメンバー脱退以降は6人で活動を行っている。

## メンバー
ダス・レツテ・アインホルン（Das letzte Einhorn, 最後の一角獣）
本名：ミヒャエル・ロバート・ライン（Michael Robert Rhein）
担当：ボーカル・シターン
ファン・ランゲ（Van Lange）
本名：ゼバスティアン・オリヴァー・ランゲ（Sebastian Oliver Lange）
担当：ギター
1999年に加入。
ディ・ルッター（Die Lutter）
本名：カイ・ルッター（Kay Lutter）
担当：ベース
シュペッキ・T・D（Specki T. D.）
本名：フロリアン・シュペックアルト（Florian Speckardt）
担当：ドラム
2010年に加入。
ドクトル・ピュモンテ（Dr. Pymonte, ピュモンテ博士）
本名：アンドレ・シュトゥルガラ（André Strugala）
担当：バグパイプ、ショーム、ハープ、ダルシマー、トロンバマリーナ
フレックス・デア・ビークザーメ（Flex der Biegsame, 柔らかフレックス）
本名：マルコ・エルンスト＝フェリクス・ツォルツィツキー（Marco Ernst-Felix Zorzytzky）
担当：バグパイプ、ショーム、ハーディガーディ、イリアンパイプス

### 旧メンバー
イエロー・プファイファー（Yellow Pfeifer, 黄色いパイプ吹き）
本名：ボリス・プファイファー（Boris Pfeifer）
担当：バグパイプ、ショーム、ニッケルハルパ
2021年に脱退、2022年に死去。
デア・モルゲンシュテルン（Der Morgenstern, 明けの明星）
本名：ライナー・モルゲンロート（Reiner Morgenroth）
担当：ドラム
2010年に脱退。
トーマス・デア・ミュンツァー（Thomas der Münzer, 鋳造工トーマス）
本名：トーマス・ムント（Thomas Mund）
担当：ギター
1999年に脱退。
ゼン・プスターバルク（Sen Pusterbalg）
本名：マティアス・アーリング（Mathias Aring）
担当：バグパイプ
1997年に脱退。
ディ・ローテ・フュクシン（Die rote Füchsin, 赤い雌ギツネ）
本名：コニー・フクス（Conny Fuchs）
担当：バグパイプ
1996年に脱退。

## ディスコグラフィー

### スタジオアルバム
- Die Goldene (1997)
- Hameln (1998)
- Weckt die Toten! (1998)
- Verehrt und angespien (1999)
- Sünder ohne Zügel (2001)
- 7 (2003)
- Mein rasend Herz (2005)
- Sängerkrieg (2008)
- Sterneneisen (2011)
- Kunstraub (2013)
- Quid Pro Quo (2016)
- Kompass zur Sonne (2020)
- Wolkenschieber (2024)

### ライブアルバム
- Die Verrückten sind in der Stadt (1998)
- Live 2002 (2002)
- Raue Spree 2005 (2006)
- Sängerkrieg Akustik Radio-Show (2008)
- Am goldenen Rhein (2009)
- Sterneneisen Live (2012)
- Quid Pro Quo Live (2016)

### ベストアルバム
- Kein Blick zurück (2006)
- 40 wahre Lieder (2017)

## 来日公演
Japan Tour 2019
2019年10月4日（金）東京・赤羽 ReNY alpha
2019年10月5日（土）名古屋・大須 RAD HALL
2019年10月6日（日）大阪・心斎橋 SOMA